# 내일은 야구왕
"내일은 야구왕"은 1982년에 개봉한 대한민국의 영화이다.

## 캐스팅
- 송재호 : 감독/코치 역
- 김영애 : 사모님 역
- 김벌래 : 구단주 역
- 이천우
- 임성포
- 이청
- 유명순
- 최문자
- 남지웅
- 최문천
- 조준영
- 박경옥
- 손태희
- 조현수
- 박혁준
- 박준영
- 김병춘
- 김재원
- 한정환
- 김태진
- 유성미
- 하정수
- 박지영
- 김영덕 (특별출연)
- 김우열 (특별출연)
- 윤동균 (특별출연)
- 박철순 (특별출연)